# Astmahjemmet i Kongsberg
Astmahjemmet i Kongsberg var et behandlingshjem for danske børn med astma, ejet og drevet af Dansk Røde Kors 1950-1979.
Astmahjemmet var en gave fra det norske folk som tak for forsyninger af mad til norske børn under 2. verdenskrig. Bygningen blev opført 1948-49 i Saggrenda, ca 8 km fra Kongsberg, 350 m.o.h., hvor luften er ren og tør og gunstig mod astma. Astmahjemmet blev indviet 1950 under tilstedeværelse af daværende kronprins Olav, som udtalte ønsket om "at opholdet her i den sunde norske luft vil hjælpe de danske børn, så de ikke længere bliver plaget af astma og får varig helbredelse". Astmahjemmet blev derefter overdraget Dansk Røde Kors.
Astmahjemmet gav tilbud om 4 måneders ophold, med tre hold om året. På hvert hold var der i starten 60 børn, senere gradvis reduceret til 35-40 børn. De fleste børn var mellem 4 og 12 år gamle, enkelte yngre og ældre. Nogle børn havde et enkelt ophold på Astmahjemmet, andre to eller flere ophold. Børnene var visiteret og under tilsyn af børnelægen Erhard Winge Flensborg i København.
På Astmahjemmet var der ansat bestyrerinde, "plejemor", Thyra Jensen, sygeplejerske, barneplejersker og pædagoger, "tanter", køkken- og vaskepersonale og lærerinde, næsten alle fra Danmark. Eneste nordmand var pedellen, "onkel", John Helgerud. 
I de første år bestod behandlingen alene i kost og motion og frisk luft i et socialt miljø blandt ligestillede. Efterhånden blev der givet mere aktiv medicinsk behandling med ilt, adrenalin og kortison. Alle børn blev testet for allergi. Ved positiv test blev der igangsat desensibilisering, som blev fortsat hjemme af egen læge.
Der var tre timers skolegang hver dag med den danske lærerinde. Senere med to lærere/lærerinder.
Astmahjemmet blev nedlagt 1979 efter beslutning i Dansk Røde Kors. I løbet af de 29 år, fra 1950 til 1979, havde 4-5.000 danske børn haft et eller flere 4-måneders ophold på Astmahjemmet. Desuden nogle få norske børn.
Bygningen blev forsøgt afhændet til andre humanitære organisationer – men uden held. Efteråret 1981 blev den solgt til Saggrenda Turistsenter og indrettet til kursvirksomhed og turisme. Siden blev den overtaget af Adventisterne, som i dag driver det som kurstedet "Fredheim".